# Planet Exotica
Planet Exotica est un jardin botanique et zoologique de 7,6 hectares situé à Royan, dans le département de la Charente-Maritime, en région Nouvelle-Aquitaine. 
Aménagé au cœur des marais de Pousseau, un des derniers marais urbains de la côte atlantique, il se compose de plusieurs espaces thématiques (jardins, serres tropicales) où des terrariums abritent près de 250 espèces de reptiles du monde entier (crocodiles, anacondas, lézards, tortues). Comme un clin d’œil aux occupants des lieux, des reproductions en taille réelle de dinosaures ont été disposées aux quatre coins du parc. 
Planet Exotica est le successeur du parc des Jardins du Monde, attraction-phare de la station balnéaire charentaise depuis 2002. Il abrite un bar de nuit en plein air (Le Butterfly), un bar lounge, également en extérieur, près du lac (Palm Beach Lounge) ainsi qu’un bar-restaurant intérieur (Jungle Café). Le parc dispose de pédalos permettant de faire le tour du marais.

## Historique
Le parc des Jardins du monde voit le jour à l’initiative du maire Philippe Most au début des années 2000. Destiné à devenir un des grands projets touristiques de la station balnéaire, il s’inscrit dans le cadre du marais de Pousseau, et remplace en partie à l’emplacement de l’ancien stade de Pousseau. Le chantier démarre en 2001 et le parc ouvre ses portes aux premiers touristes au début de l’été 2002. Il bénéficie alors d’une renommée certaine, favorisée par la plantation d’un olivier vieux de 1800 ans originaire d’Espagne et par ses serres tropicales où poussent de nombreuses orchidées. 
Pour autant, la fréquentation, qui atteint pourtant 100 000 visiteurs à ses débuts (et 80 000 visiteurs en 2010) ne suffit pas à garantir l’équilibre financier du parc. Au cœur de virulentes polémiques locales, le parc voit son avenir sérieusement remis en question au printemps 2011, le conseil municipal envisageant même sa fermeture et la reconversion des bâtiments. En dépit de cette mort annoncée, la société Flore Sciences Nature décide de reprendre les rênes du parc. Le 26 mars 2012, elle signe avec la ville de Royan une convention d'occupation temporaire du domaine public portant sur une durée de 25 ans. Le nouveau gérant, Marc Jaeger, décide de moderniser le concept en ajoutant à la partie botanique une partie animalière, centrée sur le monde des reptiles.

## Description
Le parc est aujourd’hui célèbre pour ses jardins et ses reptiles issus du monde entier. Près de 250 reptiles vivants croissent sous une grande serre où a été recréé un climat tropical propre à assurer leur développement.
Une serre désertique attenante abrite des invertébrés, parmi lesquels des araignées (mygales) et des scorpions ainsi que d'autres espèces de reptiles vivant dans ce milieu. 
Une centaine de terrariums permettent aux visiteurs d’observer en toute sécurité près de 250 espèces de reptiles, parmi lesquels des crocodiles, des alligators, des serpents (anacondas, pythons, lampropeltis californiae ou « serpent-roi de Californie ») ainsi que différentes variétés de lézards (gecko de Madagascar, lézard à collerette australien, etc.). 
Un espace distinct abrite une collection de bonsaï, originaires de divers pays asiatiques, dans le jardin japonais, inspiré par les traditions bouddhistes et shintoïstes (jardin zen ou karesansui). Il se compose de gravier ratissé et de groupes de rochers, dont la disposition est censée apporter la sérénité et faciliter l'éveil (au sens bouddhiste du terme). Des bambous, une cascade et un bassin où évoluent des carpes koï complètent cet ensemble. Des arbres plantés parfois sur des petites îles, ont la particularité d’émettre des «  pneumatophores », racines qui ressurgissent de l’eau. Du haut du pont surplombant cette forêt inondée, des carpes, qui se laissent volontiers nourrir. Des pédalos permettent de sillonner les canaux du marais de Pousseau et d'en découvrir les principales espèces naturelles (oiseaux, batraciens, petits mammifères).
Avec ses pelouses d'un vert intense, ses sentiers, ses massifs de fleurs méticuleusement entretenus, sa cabine de téléphone à l'anglaise et son kiosque en bois, le jardin anglais tente de transposer un peu de la culture britannique au cœur du parc. À quelques mètres de là, l'espace méditerranéen voit se côtoyer des espèces issues des pourtours de la « grande bleue » telles que lavande, palmiers et lauriers-roses, mais aussi champs d'oliviers. C'est au centre de cet espace que trône un olivier vieux de 1800 ans. Baptisé Calig (du nom de son village d'origine, près de Valence, en Espagne), il a été planté durant l'époque romaine. Sa circonférence atteint rien moins que 7 mètres, pour un poids total de 16 tonnes !
Un espace jeux est mis à la disposition des enfants quel que soit le temps, en extérieur et en intérieur. Bien d’autres activités attendent petits et grands : dans le cadre d’un projet écologique de réintroduction, le laboratoire, le centre de recherche et la nurserie ainsi qu’une exposition de crocodiles et un mini-musée de dinosaures. Une petite galerie marchande, aménagée à l'entrée du parc, comprend plusieurs magasins de souvenirs et un bar-restaurant.

## Pour approfondir